# Neostapfia colusana
Neostapfia colusana là một loài thực vật có hoa trong họ Hòa thảo. Loài này được (Burtt Davy) Burtt Davy mô tả khoa học đầu tiên năm 1899.